# Адолф Галанд
Адолф Галанд (Вестерхолт, 19. март 1912 — Обервинтер, 9. фебруар 1996) је био немачки ловачки ас у Другом светском рату и командант ловачке авијације.

## Рана младост
Рођен је у Вестерхолту у Вестфалији као други од четири сина у породици земљорадника. Завршио је Хинденбургову школу у Буеру и 1932. године након које је пошао у пилотску школу немачке националне авио-компаније Луфтханза. Године 1933. приступио је Луфтвафе која је тада била у илегали зато што је немачкој после Првог светског рата, Версајским споразумом било забрањено да има ратно ваздухопловство. Борбену обуку завршио је 1935. године у Италији и био је распоређен у 1. ловачку групу која је била стационирана у Доберицу.

## Шпански грађански рат
Током Шпанског грађанског рата стекао је чин капетана и добио команду над 3. ловачком ескадрилом у саставу Легије Кондор која је била стационирана у Ел Феролу. Од средине 1937. године летећи на двокрилцу Хајнкелу Хе-51 извршио је преко 300 борбених летова али није остварио ни једну ваздушну победу. У ваздушним борбама Хе-51 се показао потпуно недораслим совјетским ловцима једнокрилцима из републиканских снага, које су често водили одлични совјетски пилоти, па су га почели шире користити за нападе на земаљске циљеве. Током своје службе у Легији Кондор, током Шпанског грађанског рата, Галанд ће почети да означава свој авион са амблемом у лику миша из цртаних филмова (који је подсећао на Мики Мауса), са обавезном цигаром у устима. Први пут је овај амблем био насликан на његовом авиону Хајнкел Хе-51 А-1 који је поред националистичких ознака носио и број 2-78, а касније ће се појављивати и на већини авиона на којима је летео у току Другог светског рата.
Пилоти Галандове генерације, међу њима и Вернер Молдерс морали су да створе модерну ловачку тактику, ослобођену утицаја дотадашњих бесмислених вежбања у ваздуху. Као резултат петнаестогодишњег прекида у постојању немачких ваздушних снага, нове генерације пилота још увек су подучавали ветерани из Првог светског рата који нису могли да прате развој авиона и настанак нових тактика. Галанд је тек након повратка у Немачку, у августу 1938, први пут сео у нови Месершмит Бф-109. Одмах је схватио да ће ови авиони захтевати потпуно нову тактику у ваздушним борбама, но ту је тактику остварио и дорадио Молдерс - који је у Шпанији стекао 14 ваздушних победа, а постала је основа не само за ловце Луфтвафе, већ су је преузели и Британци и Американци.

## Припреме за рат и почетак рата
По повратку у Немачку 1938. године краће време је радио као пробни пилот у испитивачком центру Рехлин. У Берлину се затекао онда када се све више говорило о рату који предстоји и који је био резултат немачког захтева за Судетском облашћу. Галанд је постављен да организује две нове групе за подршку јединицама на земљи наоружане разноврсном колекцијом застарелих двокрилаца. Међутим, ове две на брзину састављене групе нису учествовале у окупирању Чехословачке због рђавих временских услова па и због неких других околности.
Године 1939. одликован је Шпанским крстом.
Галанд је био све више разочаран све озбиљнијим настојањима да Луфтвафе постане пре свега оружје за подршку борбама на земљи. Ваздушна одбрана Немачке и самосталне ваздушне операције великих формација бомбардера једва да су се и спомињале међу војним теоретичарима који су били заокупљени идејом о планираном „блицкригу“ (муњевитом рату), који подразумева концентрисане нападе снажне оклопне земаљске армије, под заштитом мноштва бомбардера, у то време новоуведених бомбардера за обрушавање и ловаца. Галанд је тако краће време своје каријере провео као пробни пилот у испитивачком центру Рехлин, летећи на првим примерцима авиона за подршку Фоке Вулф Фв-189 и Хеншел Хс-129.
Непосредно пред избијање Другог светског рата унапређен је у чин капетана. За време напада на Пољску летео је као вођа ескадриле на двокрилцу Хеншел Хс-123 под командом мајора Вернера Шпилфогла (W. Spielvogl) у 2. групи, 2. пука који је базирао на аеродрому Алт-Розенберг. Извршио је 50 борбених летова за 27 дана колико је укупно трајала пољска кампања. У току кампање Галанд је предводио јединицу која је била намењена за нападе на земаљске циљеве и није остварио ни једну ваздушну победу али је одликован Гвозденим крстом II класе. Године 1940. прекомандован је у 27. ловачку групу (ЈГ-27). Његова два брата су такође били пилоти; Паул је погинуо 1942. а Вилхелм 1943. год.

## Ваздушне битке на Западу
Почетком 1940. Галанд је након истрајних молби прекомандован у ловачку авијацију, поставши пуковски ађутант у Ловачкој групи ЈГ-27 довољно рано да учествује у великом нападу 10. маја 1940. године. Два дана касније он је постигао своју прву ваздушну победу, када је летећи месершмитом Бф-109 уништио два белгијска Харикена западно од Лијежа. Пет дана касније он је оборио један француски Потез-631, али је био принуђен да изврши принудно слетање због помањкања горива. Трећег јуна његов број ваздушних победа попео се на 12. Већ се био сусрео и сукобио са Харикенима и Спитфајерима британског ваздухопловства и увидео да су они и те како достојан противник у ваздушним борбама.
Непосредно пред почетак битке за Британију, Галанд је 30. јуна. 1940. године постављен за команданта 3. ескадриле у 26. ловачкој групи „Шлагетер“ (III./JG26.), која је била базирала код Кафијера у близини Па де Калеа и по његовим речима била је тамо „... где је Бог рекао лаку ноћ на заборављеном и старом француском аеродрому“.
Као и многи други немачки пилоти ловци из тог времена и Галанд је био разочаран због погрешне употребе изванредног месерсмита Бф-109Е званог „Емил“. Све чешће је наиме одређиван за непосредну подршку и заштиту бомбардера Луфтвафе - и тако везани за формације бомбардера, пилоти Бф-109 са својим ловцима који су били и те како равни британским нису били у могућности да учествују у борбама са авионима Ловачке команде РАФ-а. Када су их накратко ослободили те обавезе Бф-109 су у самосталним борбеним операцијама уништавали дневно скоро по читаву ловачку групу британских Харикена и Спитфајера. Одлука да главни циљ немачких бомбардера постану британски градови, дала је Британцима толико потребан предах током којег је Ловачка команда реорганизовала и освежила своје уморне јединице.
Дана 19. јула 1940. године био је унапређен у чин мајора, а 1. августа, када је његов укупни број ваздушних победа на Западном фронту достигао 17, Алберт Кеселринг га је одликовао Витешким крстом.
У новембру 1940. године, пред крај битке за Британију, Галанд је био унапређен у оберлојтнанта и командовао већ целокупном 26. ловачком групом што је било у складу са новом политиком команде Луфтвафе да посебно успешне младе пилоте одређује за вође. Када је достигао 40 победа одликован је Храстовим лишћем за Витешки крст, други након Мелдерса.
Био је оборен само једном 21. јуна 1941. године. Почетком 1941. Галанд се са својим пуком налазио у Бресту, готово ван домашаја енглеске јужне обале, па је ретко имао прилику да се сукоби са британским ловцима. На дан 21. јуна, међутим, био је опет на подручју Па де Калеа, где је оборио два Бленхајма, пре него што су га Спитфајери приморали да принудно слети. Упркос томе, истог дана опет је био у акцији против Спитфајера, једног је оборио изнад Булоња - његова 70 победа - али је његов авион био добро изрешетан, а Галанда су металне крхотине раниле у главу и руку. Недуго затим експлодирао је резервоар за гориво. Галанд је једва успео да искочи из авиона у пламену и приземљио се у шуми недалеко од Булоња. Након овог догађаја врховна команда Луфтвафе забранила је Галанду да обавља борбене летове. Међутим, он је често кршио ово наређење обављајући "неборбене" летове.
Достигнућа тога дана донела су му одликовање Мачеви за његов Витешки крст. Следећег дана Немци су напали Совјетски Савез.

## Генерални инспектор ловачке авијације
Остављајући само два ловачка пука на западном фронту, Луфтвафе је бацила готово своје целокупне ловачке снаге на источно ратиште. И Мелдерс је са својим пуком прекомандован на исток, док је Галанд остао у Француској са својим 26. пуком. Ускоро након тога, Мелдерс је био изабран за инспектора ловачке авијације, али је погинуо у ваздухопловном удесу на свом одласку на сахрану Ернста Удета који је извршио самоубиство. Пошто су и Мелдерс и Удет били његови пријатељи, њихова смрт је Галанда јако погодила. Након што је у новембру 1941. године постигао своју последњу званичну победу (постигао је 97 ваздушних победа), Херман Геринг га је поставио на положај генерала ловачке авијације унапредивши га у чин генерал-мајора. Тако је постао најмлађи немачки генерал.
Под руководством начелника генералштаба Луфтвафе Ханса Јешонека Галанд је био сада контролор свих ловачких задатака који су се тицали немачког ловачког ваздухопловства на источном фронту, на Балкану, у Средоземљу и на западу. Упркос захтевима насталим због сукцесивних немачких офанзива током 1942. Луфтвафе је ипак задржала иницијативу на свим фронтовима тако што је своје јединице селила са ратишта на ратиште а помагала јој је и убрзана производња авиона. Галанд је, међутим, стално снажно заговарао своје убеђење, да због уласка САД у рат и нарастања британских бомбардерских снага, Луфтвафе премало чини за заштиту саме Немачке која ће неизбежно постати мета савезничких ваздушних снага. Сматрао је да је основна грешка Хитлера и Геринга што су упорно сматрали да Луфтвафе треба пре свега да пружа подршку копненим снагама. Потпуно је занемарена и ноћна одбрана Немачке. Релативно мали број ноћних ловачких пукова био је у узаном појасу распоређен преко читаве Европе, од Финске до Средоземља. Немачке фабрике авиона и градови били су буквално отворени циљеви за савезничке бомбардере.
Галанд је био одликован Бриљантима уз Витешки крст, 28. јануара 1942. год. 12. фебруара 1942. године организовао је ваздушну заштиту приликом проласка немачких бојних крсташа Шарнхорст, Гнајзенау и тешке крстарице Принц Еуген из луке Брест кроз Ламанш, током Операције Керберус. После тога он се потпуно посветио питањима ваздушне одбране Немачке, која је постала још критичнија због немачких неуспеха на источном фронту. Од тада, па до краја рата, Немци су прибегавали импровизацијама. На пример, када су совјетски авиони кренули у напад на немачки железнички саобраћај према Источном фронту, Галанд би брзо организовао специјалне возове са радарима, рефлекторима и флаковима који су деловали у тесном садејству са ловцима.

## Одбрана Трећег рајха
Слутње које је Галанд изрекао почеле су да се остварују у недељу 24. јула 1943. када је извршен први из низа пустошећих дневних и ноћних ваздушних напада на Хамбург који су трајали читаву седмицу. Авиони РАФ-а су бацали станиолске траке зване „прозор“ да би створиле конфузију у немачкој радарској мрежи и онемогућили одбрану против бомбардера, док су ноћни ловци били неспособни да дођу у контакт са надолазећим бомбардерским формацијама. Тада је постало очигледно да треба послушати што тражи Галанд и неколико ловачких пукова је враћено у Немачку. Галанд је деловао брзо и ефикасно, што је било и неопходно обзиром на најновији развој у америчкој дневној бомбардерској офанзиви на немачке градове и бомбардери Б-17 „летеће тврђаве“ и Б-24 „либератори“ убрзо су суочени са побољшаном немачком одбраном. Усклађено обавештавање и усмеравање немачких ловаца са мрежом осматрачких станица на земљи и усклађени напади великог броја боље наоружаних ловаца нанели су драматичне губитке америчким бомбардерима, што је кулминирало у погубном нападу на Швајнфурт 14. октобра 1943. године. Галанд је често летео са аеродрома на аеродром за време ових напада, да би се и сам осведочио како се спроводе његова наређења. Са увођењем одличних америчких ловаца великог долета П-51 „мастанга“, ратна срећа је опет напустила Немце, а тако је и остало све до краја рата. Мастанзи су надвладали формације Месершмита и Фоке Вулфа и савезнички тешки бомбардери скоро су неометано нападали своје циљеве.
Једног дана, почетком 1944. године, Галанд и пуковник Ханес Траутлофт (инспектор за дневне ловце на Истоку), полетели су у два Фоке Вулфа Фв-190 да би изблиза осмотрили ваздушну борбу близу Магдебурга, између огромне формације бомбардера Б-17 у пратњи ловаца П-51, и око 300 немачких ловаца. И њих двојица су успели да издвоје једну летећу тврђаву и да је оборе, а онда су их напали мастанзи. Траутлофтови топови су отказали и оба највиша официра немачких ловаца морала су убрзано да се повуку. Када су се савезници искрцавали у Нормандији, Луфтвафе је била скоро сасвим одсутна. Галанд је због новог схватања приоритета морао све своје ловачке снаге да повуче у такозвани „унутрашњи круг“ Немачке. Пре тога је доживео још једно јако разочарање: изванредни млазни ловац месершмит Ме-262 који је на изричит Хитлеров захтев требало да се користи као ловац-бомбардер, још увек није био у техничком па ни у тактичком смислу довољно дорађен и спреман за употребу, тако да у пресудном тренутку америчких масовних бомбардовања немачких градова није био ни од какве користи.

## Млазни ловци прекасно у акцији
У каквој тајности је развијан прототип новог немачког млазног ловца Месершмит Ме-262 сведочи податак да је Галанд, упркос томе што је био генерални инспектор ловачке авијације, за њега сазнао тек почетком 1942. године. Прву прилику да лети на Ме 262 имао је 22. маја 1943. године када је полетео на четвртом прототипу. После овог лета Галанд је своје искуство описао на следећи начин: Осећао сам као да ме анђели носе.... Био је изузетно одушевљен новим авионом и залагао се за његово што брже увођење у јединице ловачке авијације. Под Галандовим утицајем Ерхард Милх је само 72 сата након овог лета наредио да се отпочне са серијском производњом Месершмита Ме 262. Међутим, Хитлер је одлучио да се нови авион мора користити као бомбардер, а не као ловац. Под притиском Галанда и његових истомишљеника пристао је да се на сваких 20 произведених бомбардера Ме 262 произведе један ловачки авион Ме 262. Тек 4. новембра 1944. године Хитлер је дао дозволу да се започне пуна производња ловачке верзије Месершмита Ме 262.
На Галандову иницијативу 9. децембра 1943. године формирана је прва експериментална млазна ловачка јединица под називом Оперативно тест одељење 262, EKdo 262 (Erprobungskommando 262). Јединица је била базирана на аеродрому Лешфилд, који се налазио јужно од Месершмитове фабрике у Аугсбургу, у Баварској. Јединица под командом хауптмана Вернера Тиерфелдера имала је задатак да врши преобуку ловачких пилота са клипних на млазне ловце Ме 262. EKdo 262 ће, након што је постала оперативна, бити интегрисана у јединицу „Новотни“.
Тек октобра 1944. када су се британске, канадске, америчке и совјетске армије већ јако приближиле немачким границама, Галанд је коначно добио одобрење за формирање нове ловачке јединице која би летела млазним авиониина. Команду је поверио мајору Валтеру Новотнију, познатом пилоту, старом 23 године. Јединица „Новотни“ ускоро је демонстрирала несумњиву супериорност млазних ловаца Ме-262 у односу на неке друге савезничке или немачке ловце. Галанд је потом разрешен положаја ловачког инспектора и на лични Хитлеров захтев формирао је нову јединицу ловаца Me-262, 44. ловачки пук (Jagdverband 44). Лично је њоме командовао и у њој прикупио најбоље пилоте које је било могуће наћи. Од укупно 61 пилота који су прошли кроз ову јединицу, њих осамнест су били носиоци Витешког крста, а њих петнест је имало преко 50 ваздушних победа. Ова јединица убрзо је постала позната по надимку „Галандов циркус“. У последњих пет месеци рата, отпор немачких пилота ловаца био је огорчен али потпуно безнадежан. Британски и амерички ловци стално су крстарили по немачком небу и обрушавали се на сваког непријатељског ловца кога би угледали и група ЈВ-44 је и сама трпела губитке. Многи Галандови пилоти су оборени, а многи једноставно нису више могли да издрже напоре и да се носе са још непознатим авионом и разбијали су се. Тек понекад би успели да се пробију кроз савезничке ловце и нанесу разарање међу бомбардерима. У последњој недељи рата, преостали Me-262 из ЈВ-44 су остали без горива на аеродрому код Салцбурга који су ускоро заузеле савезничке јединице. Адолф Галанд је свој последњи борбени лет обавио недељу дана раније, када је предводио шесторку млазних Me-262 против формације бомбардера Б-26 „мародер“ изнад Нојбурга. После муњевитог напада на бомбардере, Галанд је био ухваћен у маказе од ловаца из пратње који су оштетили његов авион и присилили га да се принудно спусти на аеродром у Ремсу, који је управо био под нападом америчких П-47 „тандерболта“. Галанд се спустио брзином од преко 240 km на час и улетео у кратер од експлозије бомбе. Због лакше повреде колена пребачен је у болницу где је дочекао крај рата.
Заробљен је 14. маја 1945. године и био је у заробљеништву све до 1947. године. Рат је завршио са 104 постигнуте ваздушне победе, од којих 7 на млазном ловцу Месершмит Ме 262, за шта је одликован Витешким крстом са храстовим лишћем, мачевима и дијамантима.

## После рата
После рата је радио у РАФ-у где је обучавао енглеске пилоте тактици. Од 1948. до 1955. године радио је заједно са познатим немачким конструктором авиона Куртом Танком и другим ветеранима Луфтвафеа као саветник у Аргентинском ратном ваздухопловству. Након 1982. године и Фолкландског рата између Аргентине и Велике Британије, више пута је изнео мишљење да је за одличне резултате дејства Аргентинског ратног ваздухопловства можда заслужна обука коју су он и његове колеге ветерани вршили у Аргентини. У фебруару 1954. године оженио се Силвиниом фон Донхолф. Потом се вратио у Немачку где је радио за више авијацијских фирми. Био је председник Удружења пилота ловаца (Gemeinschaft der Jagdflieger). Умро је 9. фебруара 1996. године, у својој кући у Обервинтеру, у Немачкој.
Његова биографија „Од првог до последњег“ објављена је 1957. год.